# Мигунов, Илларион Константинович
Илларион Константинович Мигунов (17.11.1910 — 09.06.1975) — командир взвода пешей разведки 646-го стрелкового полка (152-я стрелковая Днепропетровская ордена Ленина Краснознамённая ордена Суворова дивизия, 128-й стрелковый Гумбинненский корпус, 28-я армия, 3-й Белорусский фронт), старший сержант, участник освободительного похода РККА в Западную Украину и в Западную Белоруссию в сентябре 1939 года. Участник советско-финской войны 1939-1940 годов. Участник Великой Отечественной войны, кавалер ордена Славы трёх степеней.

## Биография
Родился 17 ноября 1910 года в селе Екатериновка Тамбовской губернии, ныне в составе Добровского района Липецкой области (по другим данным  в г. Донецк).
В раннем детстве с семьей переехал в посёлок Смолянка под городом Юзовка (ныне Донецк, посёлок с 1926 года в черте города Донецк), где отец стал работать на одноименной шахте. В 1917 году отец перевёз семью обратно на родину в село Екатериновка к родственникам, а сам ушёл в Красную Гвардию.
Окончил сельскую школу, трудился в крестьянском хозяйстве. В 1930 году переехал в город Кадиевка (в 1937-1943 - город Серго, с 1978 - город Стаханов), работал на Кадиевском деревообрабатывающем заводе.
В 1934-1936 годах служил на срочной службе в Красной Армии, в частях обслуживания 1-й Советской объединённой военной школы РККА имени ВЦИК в Московском Кремле. Во время службы заочно окончил 10 классов средней школы.
После увольнения в запас вернулся на тот же завод в Кадиевку, со временем стал мастером цеха.
В 1939 году вторично призван в Красную Армию. Участвовал в походе РККА в Западную Украину и Западную Белоруссию в сентябре 1939 года, в советско-финской войне 1939-1940 годов. В 1940 году вновь уволен в запас.
Вернулся в город Серго, но в январе 1941 года по направлению Ворошиловградского обкома ВПК(б) был направлен на объект специального строительства в Молдавской ССР. Там его застала Великая Отечественная война. Сумел выбраться из зоны боевых действий и добраться до города Серго. Там ему выдали направление на строительство оборонного предприятия в восточных районах СССР, но И. К. Мигунов от такого направления отказался и добровольцем вступил в Красную Армию 12 августа 1941 года. Был зачислен в армию через Серговский городской военкомат Ворошиловградской (ныне Луганской) области Украинской ССР.
В боях Великой Отечественной войны с сентября 1941 года, воевал на Южном фронте. Почти сразу, 23 сентября 1941 года, был ранен в бою на Днепропетровском направлении. После госпиталя был направлен во взвод пешей разведки 646-го стрелкового полка 152-й стрелковой дивизии, в составе которой воевал до самой Победы.
В бою 2 августа 1942 года при обороне Мурманска получил сильную контузию, а затем был ранен ещё дважды - 17 февраля на Украине и 12 августа 1944 года в Польше.
В январе 1944 года красноармеец Мигунов отличился при освобождении Днепропетровской области, которую он же оборонял осенью 1941 года. При взятии села Первомайка в Апостоловском районе 13 февраля 1944 года, выполняя приказ о наблюдении за немецкой обороной, выявил и доложил точные сведения о позициях и огневых точках противника вокруг села. В бою за село совместно с товарищами уничтожил 2 пулемётные точки и до 10 гитлеровцев. За этот бой получил свою первую награду - медаль «За отвагу». Был ранен. После выхода из госпиталя командир, оценивший опыт и мужество бойца, направил его в разведвзвод полка. Так он стал фронтовым разведчиком.
Разведчик взвода пешей разведки 646-го стрелкового полка (152-я стрелковая дивизия, 128-й стрелковый корпус, 28-я армия, 1-й Белорусский фронт) красноармеец Мигунов Илларион Константинович отличился в ходе Бобруской фронтовой операции - составной части Белорусской стратегической наступательной операции. 25 июня 1944 года он выполнял в составе разведгруппы (6 человек) задачу по разведке немецкой обороны на высотке у деревни Двор-Волосовичи Озаричского района Полесской (ныне Гомельской) области Белорусской ССР. Разведчики обнаружили двигающуюся от фронта группу из 35 немецких солдат с 2 орудиями. Устроив засаду, внезапным автоматным огнём с близкого расстояния и гранатами разведчики уничтожили всю группу. Только 1 немца лично захватил в плен красноармеец И. К. Мигунов, истребивший в этой схватке 11 солдат врага. Пленный был доставлен в штаб и дал ценные сведения об обороне врага.
За образцовое выполнение боевых заданий Командования на фронте борьбы с немецкими захватчиками и проявленные при этом доблесть и мужество приказом по 152-й стрелковой дивизии № 015/н от 30 июля 1944 года красноармеец Мигунов Илларион Константинович награждён орденом Славы 3-й степени.
Помощник командира взвода пешей разведки 646-го стрелкового полка (подчинённость та жа, 3-й Белорусский фронт) старший сержант Мигунов Илларион Константинович вновь отличился в ходе Восточно-Прусской наступательной операции. Так, 19 января 1945 года при взятии железнодорожной станции в городе Гумбиннен (Восточная Пруссия, ныне город Гусев Калининградской области) он шёл в атаку впереди своего подразделения и лично уничтожил 8 немецких солдат. 24 января в районе города Норденбург (ныне посёлок Крылово Правдинского района Калининградской области) во главе разведгруппы захвата выполнял боевую задачу на вскрытие немецкой обороны села Хохменденберг. Выследив, что в господском доме находится группа немецких солдат, разведчики скрытно окружили дом и ворвались в него. Все находившиеся в нём солдаты - 6 человек - от внезапности даже не попытались оказать сопротивление и были пленены. В полном составе они были доставлены в штаб полка и при допросе дали ценные сведения. Был представлен командиром полка к награждению орденом Красной Звезды, но командир дивизии заменил награду на орден Славы 2-й степени.
За образцовое выполнение боевых заданий Командования на фронте борьбы с немецкими захватчиками и проявленные при этом доблесть и мужество приказом войскам 28-й армии № 8/н от 22 февраля 1945 года старший сержант Мигунов Илларион Константинович награждён орденом Славы 2-й степени.
Командир взвода пешей разведки 646-го стрелкового полка старший сержант Мигунов Илларион Константинович ещё многократно проявлял доблесть и отвагу в Восточно-Прусской наступательной операции. В ходе уничтожения Хейльсбергской группировки противника юго-западнее Кёнигсберга 22 марта 1945 года противник оказал исключительно упорное сопротивление в населённом пункте Ширтен, заставив залечь атакующие советские части. Разведчикам Мигунова было приказано приблизиться к противнику на минимальное расстояние и фланговым огнём поддержать новую атаку. Мигунов выполнил приказ, преодолев незамеченными поле перед позициями немцев и в нужные момент открыв точный огонь. Более того, воспользовавшись замешательством противника, он во главе разведгруппы ворвался в немецкую траншею. Там гранатами, огнём в упор и в рукопашных схватках бойцы истребили много солдат противника. Не выдержав появления бойцов в своих траншеях и начавшейся атаки с фронта, немцы бросились бежать из передовой траншеи под защиту огневых точек в подвалах каменных зданий Ширтена. Преследуя их по пятам, группа Мигунова ворвалась в Ширтен и с ходу выбила противника из нескольких приспособленных под оборону домов. В ходе боя разведчиками уничтожено 27 и взято в плен 52 солдата. Разведгруппа потерь не имела. Командир умело руководил действиями бойцов и сам первым показывал примеры отваги.
За образцовое выполнение боевых заданий Командования на фронте борьбы с немецкими захватчиками и проявленные при этом доблесть и мужество Указом Президиума Верховного Совета СССР от 29 июня 1945 года старший сержант Мигунов Илларион Константинович награждён орденом Славы 1-й степени.
Однако и в завершающей битве войны героический разведчик совершил новые подвиги. Армия была переброшена на центральное направление и участвовала в штурме Берлина. С 23 апреля по 2 мая разведвзвод И. К. Мигунова непрерывно находился в боях. В ночь на 26 апреля его группа первой проникла в пригород Берлина Хоэрлем. Установив наблюдение, разведчики выяснили маршрут движения немецкого патруля, устроили засаду и при его появлении захватили в плен в полном составе (3 солдата) и доставили в штаб. А всего в Берлинской операции взвод И. К. Мигунова пленил 113 гитлеровцев. Награждён орденом Отечественной войны. Старшина (1945). С 1945 года - член ВКП(б)/КПСС.
Летом 1945 года старшина И. К. Мигунов был демобилизован. Вернулся в Кадиевку, работал мастером по строительству на Кадиевском коксохимическом заводе. Избирался парторгом цеха. В последние годы жизни - на пенсии.
Жил в городе Стаханов Луганской области. Скончался 9 июня 1975 года. Похоронен в городе Стаханов (город) Луганской области.

## Награды
- Орден Отечественной войны II степени (15.05.1945)[3]
- Орден Славы 1-й (	29.06.1945)[4], 2-й (22.02.1945)[5] и 3-й (30.07.1944)[6] степеней
- медали, в том числе:
  - «За отвагу» (17.02.1944)[4]
  - «В ознаменование 100-летия со дня рождения Владимира Ильича Ленина» (6 апреля 1970)
  - «За победу над Германией» (9 мая 1945[7])[8]
  - «За взятие Кёнигсберга» (9.6.1945)
  - «Берлина» (9.6.1945)
  - «20 лет Победы в Великой Отечественной войне 1941—1945 гг.» (7 мая 1965[9])
  - «30 лет Победы в Великой Отечественной войне 1941—1945 гг.»[10]
  - «За восстановление предприятий чёрной металлургии юга»
  - «30 лет Советской Армии и Флота»[11]
  - «40 лет Вооружённых Сил СССР»[12]
  - «50 лет Вооружённых Сил СССР» (26 декабря 1967[13])
- Знак «25 лет победы в Великой Отечественной войне» (1970)

## Память
- На могиле установлен надгробный памятник.
- Его имя увековечено в Главном Храме Вооружённых сил России, и навсегда запечатлено на мемориале «Дорога памяти».
- Мемориальная плита в честь И. К. Мигунова установлена у обелиска погибшим в годы Великой Отечественной войны односельчанам в селе Екатериновка.